# Nombre ennéagonal centré
Ne doit pas être confondu avec Nombre ennéagonal.

Représentation des nombres ennéagonaux centrés d'indices 2, 3, 4 et 5.

Un nombre ennéagonal centré est un nombre figuré polygonal centré qui représente un ennéagone avec un point dans le centre, tous les autres points entourant le point central en faisant des ennéagones successifs. Le n-ième nombre ennéagonal centré est donc
Les nombres ennéagonaux centrés sont donc simplement les nombres triangulaires Tk pour k congru à 1 modulo 3. Les quinze premiers sont 1, 10, 28, 55, 91, 136, 190, 253, 325, 406, 496, 595, 703, 820 et 946 (suite A060544 de l'OEIS).